# Dinduma
Dinduma ist ein Verwaltungsbezirk (englisch Ward) des Distrikts Tandahimba in der tansanischen Region Mtwara.

## Geografie
Dinduma liegt im Südosten von Tansania etwa 15 Kilometer Luftlinie südwestlich der Distrikthauptstadt Tandahimba. Der Bezirk grenzt im Norden an Mdimbamnyoma, im Osten an Nanhyanga, im Süden an Lukokoda und im Westen an Chikongola und Chingungwe. Bei der Volkszählung 2022 lebten 5428 Menschen in 1725 Haushalten auf einer Fläche von 32 Quadratkilometern.

## Gliederung
Der Bezirk besteht aus fünf Gemeinden (Mtaa) mit 17 Orten (Kitongoji):
| Nanyuwila - Ghalani - Mwembemmoja - Shuleni | Mitene - Tankini - Mnazi Mmoja - Mnalwayo - Msikitini - Gulioni | Dinduma Barabarani - Stendi - Majengo - Birikani | Dinduma Shuleni - Mkwawa - Mabisi - Amkeni | Tandika - Tandika - Madina - Amkeni |

## Infrastruktur
- Bildung: Die Dinduma Secondary School ist die einzige weiterführende Schule des Bezirks.[8] Diese staatliche Schule unterrichtet Tages- und Internatsschüler bis zur 4. Stufe.[9]
- Gesundheit: Im Bezirk befindet sich eine staatliche Apotheke.[10]